# Meienried
Meienried is een gemeente en plaats in het Zwitserse kanton Bern, en maakt deel uit van het district Seeland.
Meienried telt 53 inwoners.